# 黃哲倫
黃哲倫（英語：David Henry Hwang，1957年8月11日—）為美國華裔作家。

## 生平
祖籍江苏省淮安市 ，1957年出生於美國加州洛杉磯，父亲黄仲元，美国远东国民银行的董事长兼总经理。其作品皆為英文。曾就讀於耶魯大學戲劇系與史丹佛大學，代表作品有《蝴蝶君》、《黄面孔》等。

## 话剧
- 中式英语 (话剧)